# 2019年のイギリス
2019年のイギリス （2019ねんのイギリス）では、2019年のイギリスに関する出来事について記述する。

## 国王等
- 国王
  - ウィンザー朝第4代: エリザベス2世 （1952年2月6日 - 2022年9月8日）
- 首相
  - 第76代: テリーザ・メイ （保守党、2016年7月13日 - 2019年7月24日）
  - 第77代: ボリス・ジョンソン （保守党、2019年7月24日 - 2022年9月6日）

## できごと

### 1月
- 1月17日 - NBA・ニューヨーク・ニックス対ワシントン・ウィザーズの公式戦がロンドンのO2アリーナで開催された(NBAの公式戦がイギリスで開催されるのは7年連続(各1試合))。

### 4月
- 4月18日 - 北アイルランドででジャーナリストのライラ・マッキー（英語版）が銃殺された[1]。

### 5月
- 5月21日 - プレミアリーグ2018-2019の最終節でマンチェスター・シティFCの優勝が決定[2]。PFA年間最優秀選手賞はリヴァプールFCのフィルジル・ファン・ダイク (オランダ国籍)。

### 6月
- 6月29日～30日 - MLB初のヨーロッパでの公式戦がロンドン・スタジアムで開催され、ニューヨーク・ヤンキースとボストン・レッドソックスが対戦し、2試合で50得点も記録される打撃戦が展開された[3]。

### 7月
- 7月24日 - ボリス・ジョンソン、第77代首相に就任。

### 9月
- 9月5日 - ジョー・ジョンソン（英語版）がEU離脱に反対し、ビジネス・エネルギー・産業戦略省の大臣辞任と庶民院議員辞職を表明[4]。
- 9月23日 - トーマス・クック・グループが経営破綻し、世界中で60万人が出国できない事態になった[5][6]。

## 誕生
- 5月6日 - アーチー・マウントバッテン＝ウィンザー、サセックス公・ヘンリーとメーガンの第1子 (誕生時点での王位継承順位は第7位)